# ولاية الحجاز

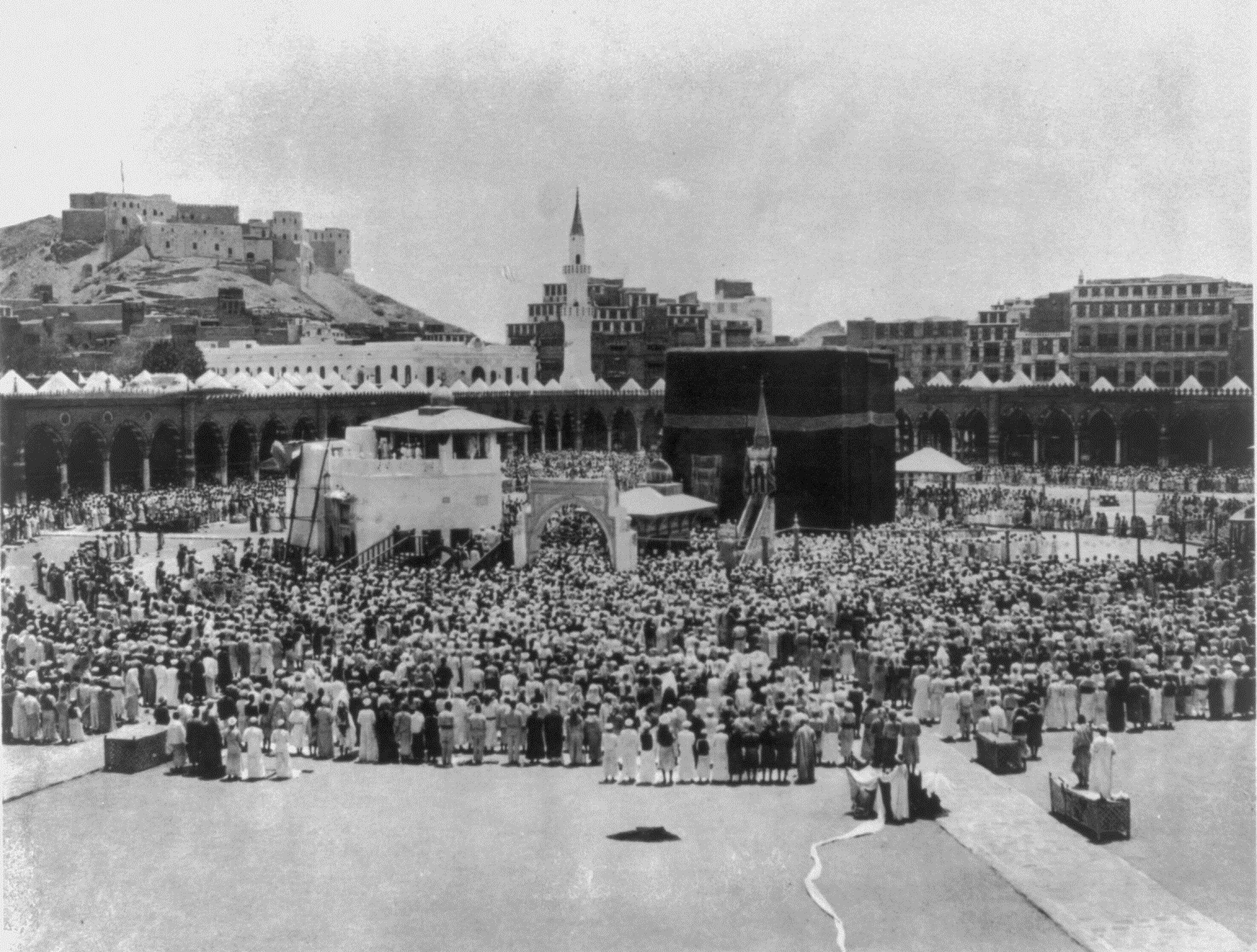
الكعبة المشرفة في ولاية الحجاز عام 1889.

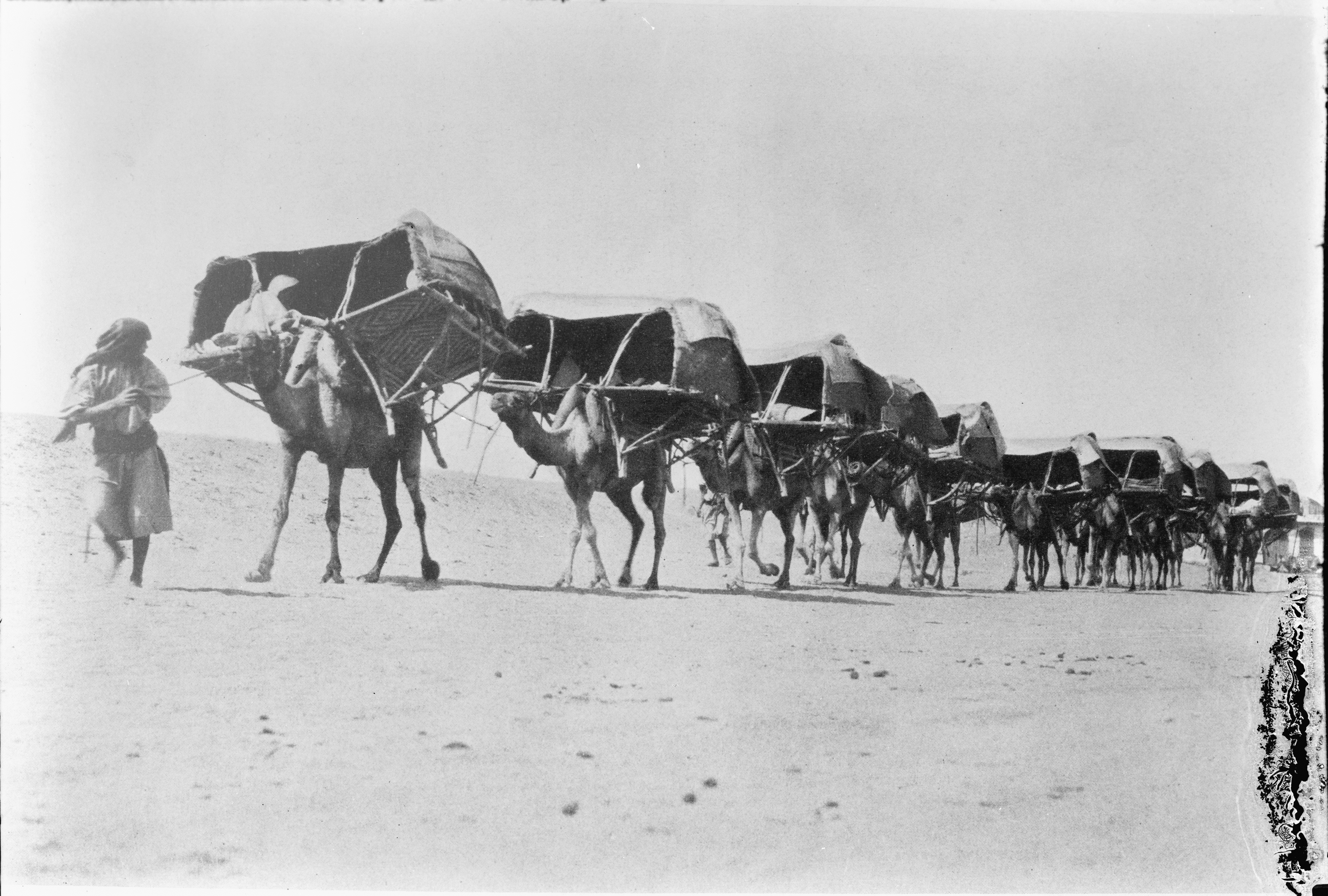
القافلة في ولاية الحجاز متجهون إلى مكة في عقد 1910.

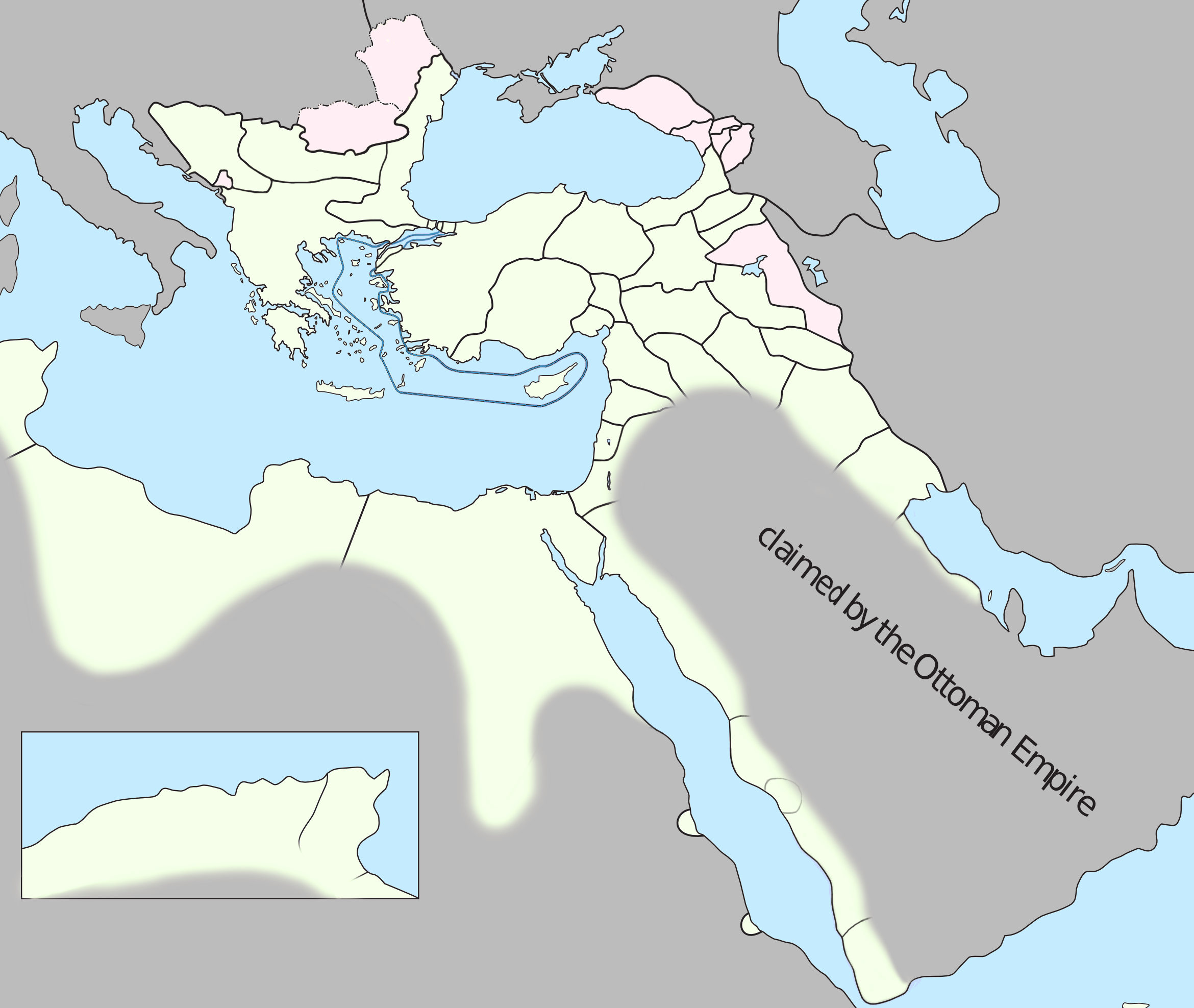
ايليات الدولة العثمانية.

ولاية الحجاز (بالعثمانية التركية:ولايت حجاز) ، ولاية عثمانية في غرب الجزيرة العربية، سقطت على يد الثوار العرب خلال الثورة العربية الكبرى سنة 1916م.

## تاريخ
انتصر السلطان سليم الأول على سلطنة المماليك عام 1517 واستولى على مصر. كانت الحجاز في ذلك الوقت خاضعة لسيادة المماليك، وكانت تعتمد على مصر في واردات الحبوب، وكانت أيضًا تحت تهديد البحرية البرتغالية في البحر الأحمر. ونتيجة لذلك، أرسل أمير مكة آناك بركات بن محمد الحصيني ابنه محمد (المعروف فيما بعد باسم "أبو نمي") البالغ من العمر 12 عامًا إلى مصر، وبايعوا السلطان العثماني وقدموا له مفتاح مكة. سمح السلطان لأمير مكة بالبقاء في السلطة مقابل تقديم الولاء للسلطان. اعتمد السلطان لقب خادم الحرمين الشريفين لتعزيز شرعية السلطان في الحجاز وفي العالم الإسلامي. في البداية أدار العثمانيون الحجاز تحت إيالة مصر. كان شريف مكة يمثل السلطة الإمبراطورية في المنطقة. وسقطت الإدارة فيما بعد في أيدي محافظي جدة، وتحولت إيالة جدة فيما بعد إلى ولاية الحجاز، وكان لها حاكم في مكة.

## وصلات خارجية
- Chisholm, Hugh, ed. (1911). "Hejaz". Encyclopædia Britannica (بالإنجليزية) (11th ed.). Cambridge University Press.
- William Ochsenwald, "Religion, society, and the state in Arabia: the Hijaz under Ottoman control, 1840-1908", The Ohio State University Press 1984